# 원로원 (말레이시아)

원로원(Dewan Negara, 영어 Senate)은 말레이시아의 상원이다. 대의원과 함께 양원제를 구성한다.

## 개요
- 설립연도 ：1959년
- 임기 : 3년 (해산 없음)
- 정수 : 70명
- 선거제도 : 44명은 국왕이 임명, 26명은 13개주의 주 의회가 각각 2명씩 선출.

## 같이 보기
- 말레이시아